# شارون (فيرمونت)
شارون (بالإنجليزية: Sharon, Vermont)‏ هي بلدة تقع في مقاطعة وندسور (فيرمونت) بولاية فيرمونت في الولايات المتحدة. تأسست عام 1761، تبلغ مساحتها 103.8 (كم²)، وترتفع عن سطح البحر 449 م، بلغ عدد سكانها 1502 نسمة في عام 2010 حسب إحصاء مكتب تعداد الولايات المتحدة .

## أعلام
- جوزيف سميث

## وصلات خارجية
- www.sharonvt.net
- The US50 - Cities and Towns in Vermont State
- Vermont Cities and Towns, Facts, Map, Flag, Colleges, Government, and More